# Drake Callender
Drake Steven Callender (ur. 7 października 1997 w Sacramento) – amerykański piłkarz występujący na pozycji bramkarza, od 2022 roku zawodnik Interu Miami.